# Julia Levy
Julia Levy (nacida el 15 de mayo de 1934) es una microbióloga, inmunóloga, educadora y empresaria canadiense.

## Biografía
Hija de Guillaume Albert y Dorothy Frances Coppens, nació como Julia Coppens en Singapur. En 1940, su padre envió a su madre y sus dos hijas de su hogar en Indonesia a Vancouver, Columbia Británica, donde se unió a ellos al final de la Segunda Guerra Mundial después de ser liberado de un campo de prisioneros de guerra japonés.  Su educación temprana la realizó en Canadá. Estudió inmunología y bacteriología en la Universidad de Columbia Británica, y obtuvo una licenciatura en 1955. Recibió un doctorado en patología experimental de la Universidad de Londres en 1958. En 1959, regresó a la Universidad de British Columbia como profesora asistente, y más tarde se convirtió en profesora titular.

## Carrera
Su investigación la llevó a ella y sus colegas a participar en el desarrollo de la terapia fotodinámica (PDT) inicialmente para tratar el cáncer, pero de manera más significativa como el primer tratamiento médico de una de las principales causas de ceguera entre los ancianos, la degeneración macular relacionada con la edad (DMRE). En 1981, ella y cuatro colegas fundaron la empresa biofarmacéutica Quadra Logic Technologies (más tarde QLT Inc.).  El medicamento PDT Photofrin fue aprobado por el gobierno canadiense para el tratamiento del cáncer de vejiga en 1993. Posteriormente, se aprobó en los Estados Unidos y en otros lugares para el tratamiento de otros varios tipos de cáncer. 
A mediados de la década de 1980, ella y sus colegas descubrieron el agente de PDT, verteporfina, que QLT y su socio CIBA Vision (ahora Novartis Ophthalmalics) desarrollaron como Visudyne, un tratamiento para la DMAE. Visudyne fue aprobada por la FDA de Estados Unidos en 2001 y posteriormente en todo el mundo. Para los oftalmólogos, esta terapia agregó "una técnica a su arsenal de tratamiento para algunas lesiones para las cuales no ha habido otro tratamiento comprobado".
Inicialmente, fue Directora Científica de QLT, pero desde 1995 hasta 2001 se desempeñó como Directora Ejecutiva y Presidenta de QLT. Como resultado del éxito de Visudyne, QLT se convirtió en uno de las empresas de biotecnología que obtuvieron ganancias en el año 2000.
Ha ampliado su metodología para tratar el VIH / SIDA, la artritis y la degeneración macular relacionada con la edad.

## Honores y premios
Fue nombrada miembro de la Royal Society of Canada en 1980, Empresaria del Año en el Pacífico de Canadá en 2000 y Oficial de la Orden de Canadá en 2001. Recibió el premio Future of Vision Award de Foundation Fighting Blindness, el premio Helen Keller por contribuciones a la visión y el premio Lifetime Achievement Award de la British Columbia Biotechnology Association.  También ha recibido varios doctorados honorarios de universidades canadienses. 
El Instituto de Química de Canadá otorga el Premio Julia Levy por la exitosa comercialización de innovación en el campo de la ciencia e ingeniería biomédica.